# Iouri Illienko
Iouri Illienko (en ukrainien : Юрій Герасимович Іллєнко; en russe : Юрий Герасимович Илье́нко) est un réalisateur, scénariste et opérateur soviétique et ukrainien, né le 18 juillet 1936 à Tcherkassy, en RSS d'Ukraine et mort le 15 juin 2010  à Prokhorivka, dans l'oblast de Tcherkassy, en Ukraine. Artiste du Peuple de la RSS d'Ukraine en 1987. Lauréat du prix national Taras-Chevtchenko en 1991.
C'est une personnalité remarquée du cinéma soviétique et du cinéma ukrainien, ayant notamment pris part au mouvement dit de l'« École poétique de Kiev » durant les années 1960.

## Biographie
Né le 18 juillet 1936 à Tcherkassy (centre de l'Ukraine), Iouri Illienko est diplômé en 1960 du VGIK, dans la section image, sous la direction de Sergueï Ouroussevski. On retrouve ainsi chez Iouri Illienko, l'influence du chef-opérateur de Quand passent les cigognes (Летят журавли, 1957) ou de Soy Cuba (Я - куба, 1964) : une caméra mobile et le recours aux plans-séquences.
Après des débuts au Studio de Yalta, il se met à travailler pour le Studio Dovjenko de Kiev. Sa contribution au film de Sergueï Paradjanov, Les Chevaux de feu lui fait rapidement accéder à une reconnaissance internationale. On lui attribue notamment le dynamisme et le caractère innovant (pour 1964) de la photographie de ce film, tourné dans les Carpates ukrainiennes.
Il participe ensuite de manière décisive au mouvement dit de l'« École poétique de Kiev » (milieu des années 1960 - début des années 1970) aux côtés de Léonide Ossyka et de quelques autres. Son premier film en tant que réalisateur, Une source pour les assoiffés (Криниця для спраглих) est censuré pendant plus de vingt ans. C'est donc avec son troisième film, après La Nuit de la Saint-Jean (Вечер на Ивана Купала, 1968), L'Oiseau blanc marqué de noir (Білий птах з чорною ознакою, 1970) qu'il confirme son talent. Bien qu’ayant remporté la médaille d'or au Festival de Moscou, en 1971, la distribution de ses films sera ensuite réduite à la baisse, sans doute pour leur « orientation jugée trop esthétisante et trop nationaliste ».
Sur un scénario de Sergueï Paradjanov, il réalise ensuite « un film étrange et contestataire », Le Lac des cygnes - La Zone (Лебедине озеро. Зона, 1990), primé au Festival de Cannes 1990.
Sa dernière création, Une prière pour l'hetman Mazepa (Молитва за гетмана Мазепу) a été programmée hors-compétition au Festival de Berlin, 2002.
En 2005, on lui remet le prix Alexandre-Dovjenko pour la contribution exceptionnelle au développement du cinéma ukrainien.

### Vie privée
Iouri Illienko a été marié à l'actrice russe et ukrainienne Larissa Kadotchnikova dont il divorce pour se remarier avec l'actrice Lioudmyla Efymenko. Le couple a deux fils, l'acteur et homme politique Filipp Illienko et l'homme politique Andreï (ru).

## Filmographie
Par ordre chronologique.
En tant que réalisateur
- 1965 : Une source pour les assoiffés (ukrainien : Криниця для спраглих), censuré jusqu'en 1987
- 1968 : La Nuit de la Saint-Jean (ukrainien : Вечiр на Iвана Купала)
- 1970 : L'Oiseau blanc marqué de noir (ukrainien : Білий птах з чорною ознакою). Médaille d'or au Festival de Moscou, 1971
- 1972 : Malgré tout (uk)[5] (ukrainien : Наперекiр усьому)
- 1974 : Vivre et rêver (uk) (ukrainien : Мріяти i жити)
- 1977 : La Fête des pommes de terre cuites à braise (ru) (ukrainien : Свято печеної картоплi)
- 1979 : Une rangée de fleurs sauvages non coupées (uk) (ukrainien : Смужка нескошених диких квiтiв)
- 1981 : Le Chant de la forêt : Mavka (ru) (ukrainien : Лiсoва пiсня. Мавка)
- 1983 : La Légende de la princesse Olga (ru) (ukrainien : Легенда про княгиню Ольгу)
- 1988 : Les Cloches de paille (uk) (ukrainien : Солом’яні дзвони)
- 1990 : Le Lac des cygnes - la zone (ukrainien : Лебедине озеро. Зона). Prix FIPRESCI au Festival de Cannes 1990.
- 2002 : Une prière pour l'hetman Mazepa (ukrainien : Молитва за гетьмана Мазепу). Programmé hors-compétition au Festival de Berlin, 2002.

En tant que scénariste
- 1968 : La Nuit de la Saint-Jean (ukrainien : Вечiр на Iвана Купала)
- 1970 : L'Oiseau blanc marqué de noir (ukrainien : Білий птах з чорною ознакою). Médaille d'or au Festival de Moscou, 1971
- 1979 : Une rangée de fleurs sauvages non coupées (uk) (ukrainien : Смужка нескошених диких квiтiв)
- 1981 : Le Chant de la forêt : Mavka (ru) (ukrainien : Лiсoва пiсня. Мавка)
- 1983 : La Légende de la princesse Olga (ru) (ukrainien : Легенда про княгиню Ольгу)
- 1988 : Les Cloches de paille (uk) (ukrainien : Солом’яні дзвони)
- 1990 : Le Lac des cygnes - La Zone (ukrainien : Лебедине озеро. Зона). Prix FIPRESCI au Festival de Cannes 1990.
- 1991 : Le Dernier Bunker (ukrainien : Останній бункер), fiction de Vadim Illienko
- 2002 : Une prière pour l'hetman Mazepa (ukrainien : Молитва за гетьмана Мазепу). Programmé hors-compétition au Festival de Berlin, 2002.

En tant que chef opérateur
- 1960 : Adieu colombes ! (ukrainien : Прощавайте голуби!) de Iakov Seguel. Prix FIPRESCI au Festival de Locarno 1961
- 1964 : Les Chevaux de feu (ukrainien : Тіні забутих предків)
- 1965 : Une source pour les assoiffés (ukrainien : Криниця для спраглих)
- 1990 : Le Lac des cygnes - La Zone (ukrainien : Лебедине озеро. Зона). Prix FIPRESCI au Festival de Cannes 1990.
- 2002 : Une prière pour l'hetman Mazepa (ukrainien : Молитва за гетьмана Мазепу). Programmé hors-compétition au Festival de Berlin, 2002.